# Чифте хамам (Пловдив)
Вижте пояснителната страница за други значения на Чифте хамам.
Чифте хамам е османска баня, превърната в център за съвременно изкуство в Пловдив. Намира се близо до кръстовището на булевардите „Шести септември“ и „Цар Борис III – Обединител“.

## История
Нарича се Чифте (двойка), защото има мъжко и женско отделение. Археологическите изследвания показват, че в близост до банята е съществувала ранно средновековна църква. Открита е плоча от олтарна преграда с изображение на лъв и лъвица, сега се съхранява в Градския археологически музей.
Банята е построена през 1582 г. по времето на Мурад III. При градежа ѝ са използвани камъни, обработвани през римско време, но иззети от руините на околни сгради и крепостни стени. Орнаменти от римско време се виждат върху еднометровите зидове на сградата. По вътрешните стени се разчитат вдълбани надписи и конструктивни чертежи на самата сграда, както и средновековна стенопис с флорални и геометрични орнаменти. В средата на мъжката част е имало кръгъл фонтан. Всички помещения са с куполи, в които са изрязани отвори за светлина.
През май 1995 г. за първи път в сградата се провежда „Седмица на модерното изкуство“. Така се ражда идеята сградата да се превърне в Център за съвременно изкуство, наречен „Баня Старинна“.